# Nazionali femminili di pallavolo sudamericane
Le nazionali femminili di pallavolo sudamericane sono le 12 squadre nazionali poste sotto l'egida della Confederación Sudamericana de Voleibol: le nazionali partecipano al campionato sudamericano di pallavolo e ai tornei organizzati dalla FIVB.
La squadra più quotata è il Brasile, prima nel ranking mondiale e campione olimpico in carica: le altre squadre sono tutte fuori dalla top ten. Oltre al Brasile, degne di nota sono la nazionale del Perù, vincitrice di molte edizioni del campionato sudamericano, e quella del Venezuela.

## Squadre
| - Argentina - Bolivia - Brasile - Cile - Colombia - Ecuador |  | - Guyana - Guyana francese - Paraguay - Perù - Uruguay - Venezuela |

## Ranking
| Ranking sudamericano nazionali femminili agg. al 25 agosto 2008 |           |       |               |
| Posiz                                                           | Nazione   | Punti | World Ranking |
| 1                                                               | Brasile   | 337.5 | 1             |
| 2                                                               | Perù      | 49.75 | 13            |
| 3                                                               | Venezuela | 27    | 25            |
| 4                                                               | Uruguay   | 24.5  | 27            |
| 5                                                               | Argentina | 19.25 | 31            |
| 6                                                               | Colombia  | 10    | 39            |
| 7                                                               | Paraguay  | 6     | 51            |
| 8                                                               | Ecuador   | 3.75  | 75            |
| 9                                                               | Bolivia   | 1     | 89            |